# Peter Henisch

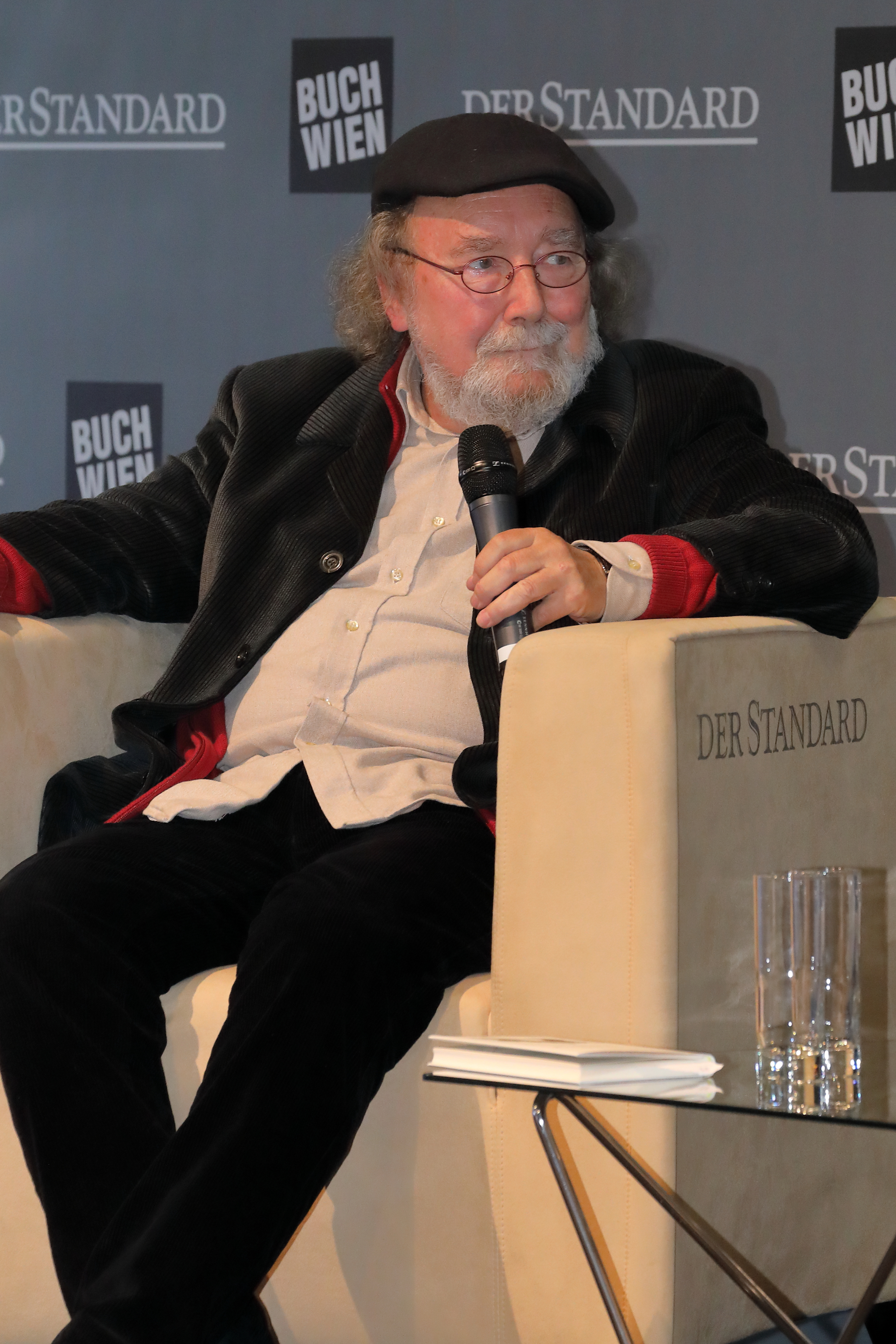
Peter Henisch (2018)

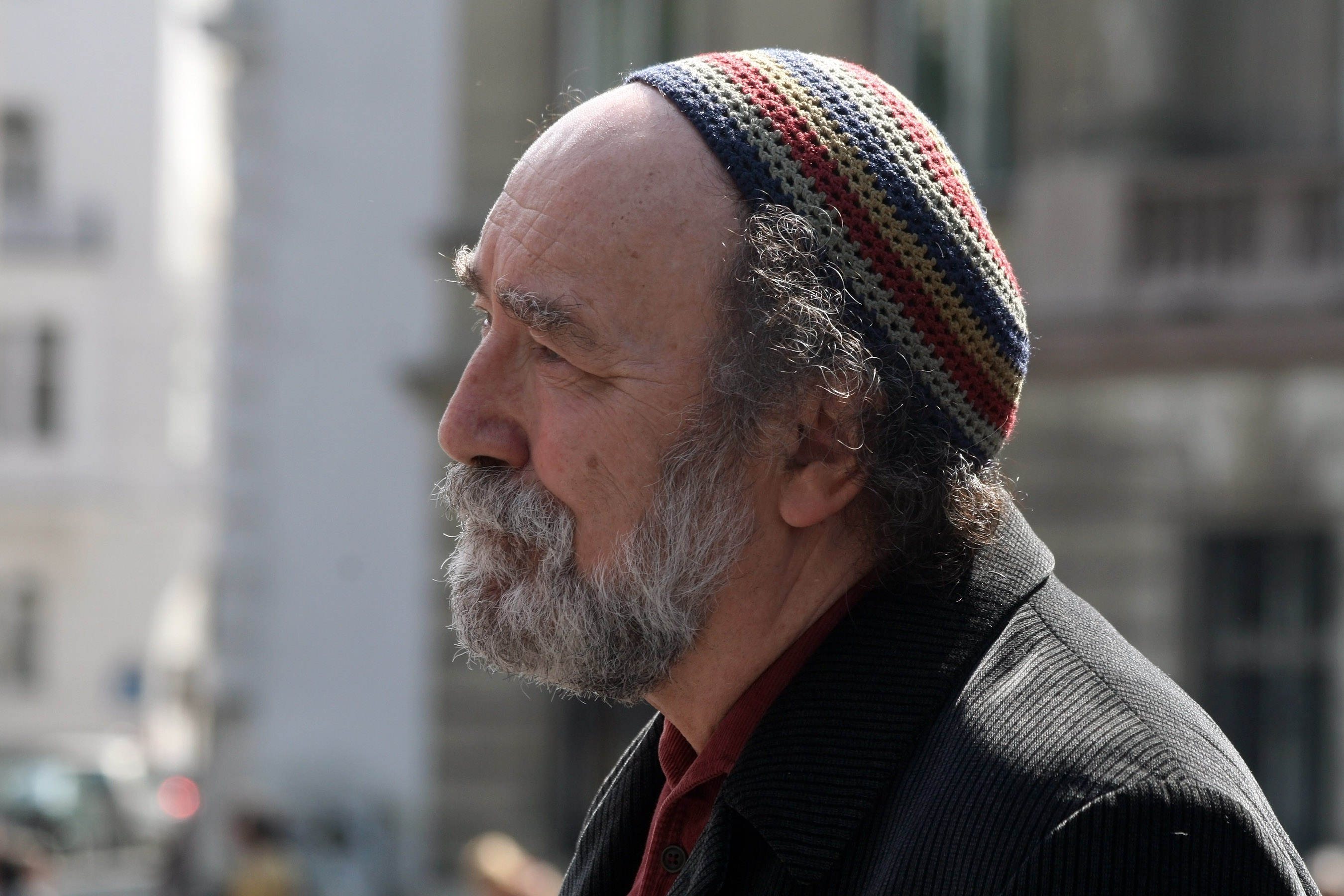
Peter Henisch (2011)

Peter Henisch (* 27. August 1943 in Wien) ist ein österreichischer Schriftsteller, Journalist und Musiker.

## Leben

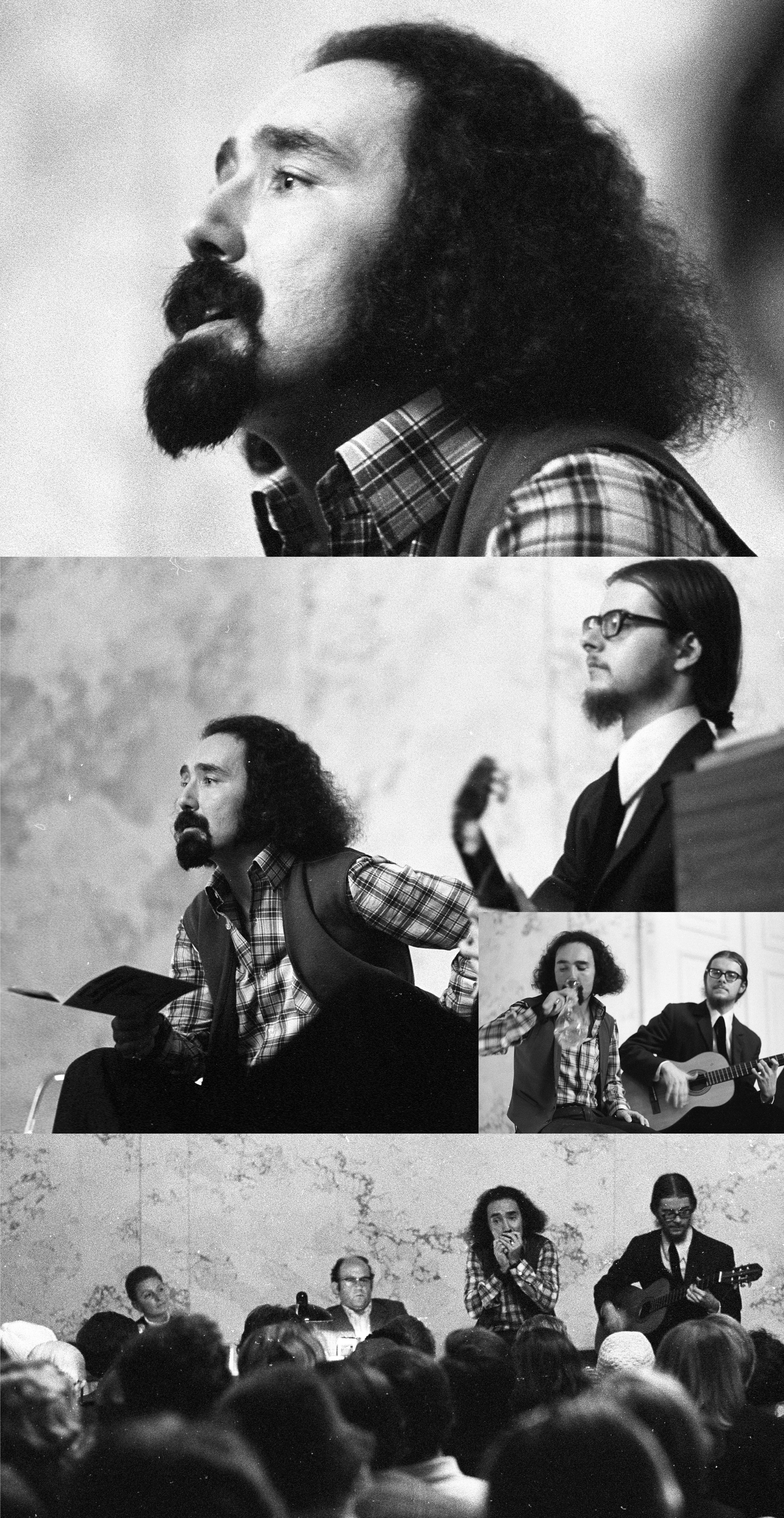
Peter Henisch, Wien 1974

Peter Henisch wurde eineinhalb Jahre vor Ende des Zweiten Weltkriegs in Wien geboren; sein Vater Walter war zu dieser Zeit ein sehr geschätzter fotografischer Kriegsberichterstatter der Wehrmacht. Nach 1945 arbeitete sein Vater für sozialdemokratische Medien.
Erste schriftstellerische Versuche machte Peter Henisch nach der Matura während eines Volontariats bei der Wiener Arbeiter-Zeitung (AZ), dem Zentralorgan der SPÖ. Im darauffolgenden Studium belegte er Germanistik, Philosophie, Geschichte sowie Psychologie. Ein Promotionsvorhaben über Ernst Bloch blieb unabgeschlossen. 1966/1967 war er Lokalredakteur der AZ.
Seit 1971 lebt er als freier Schriftsteller in Wien, Niederösterreich und in der Toskana und trat erstmals mit dem Kurzprosa-Band Hamlet bleibt (S. Fischer, Frankfurt) in Erscheinung. Von 1970 bis 1973 war er Mitglied des „Arbeitskreises österreichischer Literaturproduzenten“. Er ist Mitglied der Grazer Autorinnen Autorenversammlung, der IG Autorinnen Autoren und im Literaturkreis PODIUM.
Das bekannteste seiner Werke ist der Roman Die kleine Figur meines Vaters (1975; überarbeitet 1987 und 2003; verfilmt 1979). In ihm setzt sich Henisch mit der Vergangenheit seines Vaters als offizieller Kriegsfotograf während des Dritten Reiches auseinander.
Zusammen mit Helmut Zenker gründete Henisch 1969 die Literaturzeitschrift Wespennest, an der er als Redakteur bis zum zehnten Heft (1973) mitarbeitete; von 1972 bis 1980 war er Literaturredakteur der Kulturzeitschrift "Neue Wege".
Auch in musikalischer Hinsicht wurde Henisch produktiv. Er war 1975 Mitbegründer, Liedtexter und Sänger der Gruppe Wiener Fleisch und Blut. Später arbeitete er unter anderem mit den Musikern Woody Schabata und Hans Zinkl zusammen; daraus entstand 2001 das Black Peter's Songbook.
Umfangreiche Teile seines Vorlasses werden im Literaturarchiv der Österreichischen Nationalbibliothek aufbewahrt.

## Auszeichnungen
- 1970 Staatsstipendium des Bundesministeriums für Unterricht und Kunst
- 1971 Literaturpreis des Wiener Kunstfonds
- 1971 Förderungspreis zum österreichischen Staatspreis
- 1973 Luitpold-Stern-Preis
- 1973 Förderungspreis für Literatur des Theodor-Körner-Stiftungsfonds
- 1975 Förderungspreis der Stadt Wien für Literatur
- 1976 Sonderpreis des Landes Salzburg zum Rauriser Literaturpreis
- 1977 Anton-Wildgans-Preis
- 1981 UNDA-Preis der Internationalen katholischen Vereinigung für Rundfunk und Fernsehen Monte Carlo
- 1986 Buchprämie des Bundesministeriums für Unterricht und Kunst
- 2005 Niederösterreichischer Kulturpreis (Würdigungspreis)[1]
- 2005 Longlist des Deutschen Buchpreises mit Die schwangere Madonna
- 2009 Preis der Stadt Wien für Literatur
- 2010 Goldenes Verdienstzeichen des Landes Wien
- 2014 Österreichischer Kunstpreis für Literatur
- 2014 Österreichisches Ehrenkreuz für Wissenschaft und Kunst I. Klasse[2]

## Schriftwerke
- Hamlet bleibt, 1971
- Vom Baronkarl. Peripheriegeschichten und andere Prosa, 1972
- Wiener Fleisch und Blut, 1975
- Die kleine Figur meines Vaters, 1975
- Mir selbst auf der Spur. Hiob. Gedichte, 1977
- Der Mai ist vorbei, 1978
- Lumpazi moribundus, 1978
- Zwischeneiszeit, 1979
- Vagabunden-Geschichten (erste Neufassung der Geschichten vom Baronkarl und erste Novellenfassung des Bühnenstücks Lumpazimoribundus), 1980
- Bali oder Swoboda steigt aus, 1981
- Das Wiener Kochbuch, 1982
- Zwischen allen Sesseln, 1982
- Hoffmanns Erzählungen. Aufzeichnungen eines verwirrten Germanisten, 1983
- Pepi Prohaska Prophet, 1986
- Die kleine Figur meines Vaters, überarbeitete Neufassung, 1987
- Steins Paranoia, 1988
- Hamlet, Hiob, Heine, Gedichte, 1989
- Morrisons Versteck, 1991
- Baronkarl. Alte und neue Peripheriegeschichten mit Photos von Sepp Dreissinger, 1992
- Vom Wunsch, Indianer zu werden. Wie Franz Kafka Karl May traf und trotzdem nicht in Amerika landete, 1994
- Kommt eh der Komet, überarbeitete und aktualisierte Novellenfassung des Bühnenstücks Lumpazimoribundus, 1995
- Ironie und was daraus wird. Drei Vorlesungen, in: manuskripte, 35. Jahrgang, 128. Heft der Gesamtfolge, Wien, Juni 1995, S. 62 ff. (im Rahmen der „Wiener Vorlesungen zur Literatur“ in der „Alten Schmiede“)
- Schwarzer Peter, 2000
- Black Peter's Songbook, 2001
- Morrisons Versteck. Überarbeitete und ergänzte Neufassung, 2001
- Die kleine Figur meines Vaters, aktualisierte Neuauflage, 2003
- Die schwangere Madonna, Roman, 2005
- Eine sehr kleine Frau, Roman, 2007
- Der verirrte Messias, Roman, 2009
- Großes Finale für Novak, Roman, Residenz Verlag, St. Pölten / Salzburg 2011, ISBN 978-3-70171547-3
- Mortimer & Miss Molly, Roman, Deuticke 2013, ISBN 978-3-552-06225-2
- Außenseiter aus Passion, Texte zu Politik, Literatur und Gesellschaft aus vier Jahrzehnten. Sonderzahl, Wien 2013, ISBN 978-3-85449-388-4
- Suchbild mit Katze, Roman, Deuticke 2016, ISBN 978-3-552-06327-3
- Siebeneinhalb Leben, Roman, Deuticke 2018, ISBN 978-3-552-06380-8
- Das ist mein Fenster. Fast alle Gedichte und Songs, Sonderzahl 2018, ISBN 978-3-85449-518-5
- Der Jahrhundertroman, Residenz-Verlag, Salzburg 2021, ISBN 978-3-7017-1731-6
- Nichts als Himmel, Residenz-Verlag, Salzburg 2023, ISBN 978-3-7017-1776-7

## Theaterstücke
- Lumpazimoribundus. Antiposse mit Gesang, 1976 („Experiment am Liechtenwerd“, Wien)
- Hoffmann oder die Renitenz, Thomas Sessler Verlag, Wien und München 1984
- Wunsch, Indianer zu werden, Thomas Sessler Verlag, Wien und München 1992

## Hörspiele
- Hoffmann oder die Renitenz, 1987 (ORF)
- Geht´s mir, bittschön, aus der Sonn!, 1992 (ORF)
- Vom Wunsch, Indianer zu werden oder Wie Franz Kafka Karl May traf und trotzdem nicht in Amerika landete, 1992 (ORF)
- Kommt eh der Komet, 1996 (ORF)

## Filme
- Schöner wohnen in Wien, gemeinsam mit Gustav Ernst, Manfred Chobot, Werner Bodingbauer, Regie: Rainer C. Ecke 1972 (ORF)
- Monte Wien – Monte Laa, 1975 (ORF)
- Die kleine Figur meines Vaters, 1979 (BR, MTV, ORF)

## Audio, LPs und CDs
- Peter Henisch liest Lumpazimoribundus von Peter Henisch, 1975 (Intercord Litera 26 552-0 H)
- Alles in Ordnung, 1975 (Intercord 26 568 - 6U)
- Ganz ohne Schmäh, 1974 (CBS S 80 288), Gesang und Musik: Thomas Declaude, Texte: Peter Henisch
- Wegwärts von Wien. 1993, Bibliothek der Provinz
- Black Peter's Songbook. 2001, ORF und Residenz Verlag
- Morrisons Versteck. 2001, Preiser Records
- Vom Baron Karl zum schwarzen Peter. Edition Radio Literatur ORF